# Salvatore Esposito
Salvatore Esposito, född 2 februari 1986 i Neapel, är en italiensk skådespelare.
Esposito har bland annat medverkat i filmen Den of Thieves: Pantera. Han har även medverkat i TV-serierna Gomorra och Fargo.

## Filmografi (i urval)
- 2014–2021 – Gomorra (TV-serie)
- 2020 – Fargo (TV-serie)
- 2025 – Den of Thieves: Pantera